# Slaton
Slaton é uma cidade localizada no estado norte-americano do Texas, no Condado de Lubbock.

## Demografia
Segundo o censo norte-americano de 2000, a sua população era de 6109 habitantes.
Em 2006, foi estimada uma população de 5697, um decréscimo de 412 (-6.7%).

## Geografia
De acordo com o United States Census Bureau tem uma área de
14,0 km², dos quais 14,0 km² cobertos por terra e 0,0 km² cobertos por água. Slaton localiza-se a aproximadamente 959 m acima do nível do mar.

## Localidades na vizinhança
O diagrama seguinte representa as localidades num raio de 28 km ao redor de Slaton.